# Coupe de France de biathlon 2021-2022
 (septembre 2023).
Si vous disposez d'ouvrages ou d'articles de référence ou si vous connaissez des sites web de qualité traitant du thème abordé ici, merci de compléter l'article en donnant les références utiles à sa vérifiabilité et en les liant à la section « Notes et références ».
Navigation
Édition précédente Édition suivante
La Coupe de France de biathlon 2021-2022, est une compétition de biathlon, organisée par la Fédération française de ski (FFS).

## Programme
La Fédération française de ski dévoile au cours de la présaison le calendrier de la coupe de France de biathlon 2021-2022,.
| Étape | Lieu                    | Date              | Épreuve          |
| ----- | ----------------------- | ----------------- | ---------------- |
| BST 1 | Les Plans d'Hotonnes    | 18 septembre 2021 | Sprint court     |
| BST 1 | Les Plans d'Hotonnes    | 19 septembre 2021 | Poursuite        |
| BST 2 | Arçon                   | 16 octobre 2021   | Sprint           |
| BST 2 | Arçon                   | 17 octobre 2021   | Poursuite        |
| BNT 1 | Bessans                 | 4 décembre 2021   | Individuel court |
| BNT 1 | Bessans                 | 5 décembre 2021   | Sprint           |
| BNT 2 | Les Tuffes              | 22 décembre 2021  | Sprint           |
| BNT 2 | Les Tuffes              | 23 décembre 2021  | Poursuite        |
| BNT 3 | Les Contamines-Montjoie | 6 janvier 2022    | Individuel court |
| BNT 3 | Les Contamines-Montjoie | 7 janvier 2022    | Sprint           |
| BNT 3 | Les Contamines-Montjoie | 8 janvier 2022    | Poursuite        |
| BNT 4 | Col de Porte            | 29 janvier 2022   | Individuel court |
| BNT 4 | Col de Porte            | 30 janvier 2022   | Sprint           |
| BNT 5 | Arçon                   | 12 février 2022   | Sprint           |
| BNT 5 | Arçon                   | 13 février 2022   | Poursuite        |
| BNT 5 | Les Saisies             | 12 mars 2022      | Sprint           |
| BNT 5 | Les Saisies             | 13 mars 2022      | Poursuite        |

## Règlement

### Barème
Les 40 premiers biathlètes des points en fonction de leurs résultats sur chaque course. Le détail des points est le suivant :
| RANG     | 1  | 2  | 3  | 4  | 5  | 6  | 7  | 8  | 9  | 10 | 11 à 39                     | 40 |
| -------- | -- | -- | -- | -- | -- | -- | -- | -- | -- | -- | --------------------------- | -- |
| Point(s) | 60 | 54 | 48 | 43 | 40 | 38 | 36 | 34 | 32 | 31 | Un point de moins par place | 1  |

### Résultats retirés
Le classement général individuel est déterminé par l’addition des points BST et BNT acquis à chaque épreuve et auquel les plus mauvais scores seront déduits selon le barème suivant :
| BST                         | BST                         | BNT                         | BNT                         |
| --------------------------- | --------------------------- | --------------------------- | --------------------------- |
| Nombre d'épreuves disputées | Nombre de résultats déduits | Nombre d'épreuves disputées | Nombre de résultats déduits |
| 4                           | 2                           | ≤ 12                        | 3                           |
|                             |                             | 13                          | 4                           |
|                             |                             | ≥ 14                        | 5                           |

### Catégories d'âge
Pour la saison 2021-2022 de la coupe de France de biathlon, les catégories d'âge sont réparties comme suit :
- U17 (2005-2006)
- U19 (2003-2004)
- U22 (2000-2002)
- Sénior (1999 et avant)

## Classements

### U22/Sénior
| Rang | Nom                            | Points | Victoire(s) | Nb courses |
| ---- | ------------------------------ | ------ | ----------- | ---------- |
| 1    | Jacques Jefferies (U22)        | 520    | 3           | 14         |
| 2    | Damien Levet (U22)             | 415    |             | 13         |
| 3    | Théo Guiraud Poillot (U22)     | 414    |             | 15         |
| 4    | Paul Fontaine (U22)            | 405    | 1           | 13         |
| 5    | Aubin Gautier Pellissier (U22) | 404    |             | 15         |
| 6    | Thomas Briffaz (U22)           | 389    |             | 15         |
| 7    | Mathieu Garcia (U22)           | 385    |             | 17         |
| 8    | Valentin Lejeune (U22)         | 363    | 2           | 13         |
| 9    | Martin Bourgeois République    | 360    | 1           | 10         |
| 10   | Baptiste Roux                  | 349    |             | 12         |

| Rang | Nom                      | Points | Victoire(s) | Nb courses |
| ---- | ------------------------ | ------ | ----------- | ---------- |
| 1    | Jeanne Richard (U22)     | 548    | 4           | 14         |
| 2    | Camille Coupé (U22)      | 487    | 2           | 13         |
| 3    | Eve Bouvard              | 478    |             | 15         |
| 4    | Margot Chichignoud (U22) | 444    |             | 17         |
| 5    | Léonie Jeannier (U22)    | 427    |             | 15         |
| 6    | Maya Cloetens (U22)      | 421    | 1           | 15         |
| 7    | Fany Bertrand (U22)      | 419    |             | 14         |
| 8    | Thaïs Barthélémy (U22)   | 410    |             | 17         |
| 9    | Océane Michelon (U22)    | 369    | 1           | 9          |
| 10   | Coralie Langel (U22)     | 360    | 1           | 11         |

## Vainqueurs et podiums

### U22/Sénior

#### Hommes
| Étape | Lieu                    | Épreuve          | Date              | Vainqueur                   | Deuxième                    | Troisième                   |
| ----- | ----------------------- | ---------------- | ----------------- | --------------------------- | --------------------------- | --------------------------- |
| BST 1 | Les Plans d'Hotonnes    | Sprint court     | 18 septembre 2021 | Quentin Fillon Maillet      | Simon Desthieux             | Antonin Guigonnat           |
| BST 1 | Les Plans d'Hotonnes    | Poursuite        | 19 septembre 2021 | Simon Desthieux             | Quentin Fillon Maillet      | Antonin Guigonnat           |
| BST 2 | Arçon                   | Sprint           | 16 octobre 2021   | Émilien Claude              | Quentin Fillon Maillet      | Rémi Broutier               |
| BST 2 | Arçon                   | Poursuite        | 16 octobre 2021   | Quentin Fillon Maillet      | Émilien Jacquelin           | Fabien Claude               |
| BNT 1 | Bessans                 | Individuel court | 4 décembre 2021   | Guillaume Desmus            | Paul Fontaine               | Damien Levet                |
| BNT 1 | Bessans                 | Sprint           | 5 décembre 2021   | Jacques Jefferies           | Guillaume Desmus            | Sébastien Mahon             |
| BNT 2 | Les Tuffes              | Sprint           | 22 décembre 2021  | Martin Bourgeois République | Victor Cullet               | Damien Levet                |
| BNT 2 | Les Tuffes              | Poursuite        | 23 décembre 2021  | Hugo Rivail                 | Oscar Lombardot             | Martin Bourgeois République |
| BNT 3 | Les Contamines-Montjoie | Individuel court | 6 janvier 2022    | Valentin Lejeune            | Théo Guiraud Poillot        | Mathieu Garcia              |
| BNT 3 | Les Contamines-Montjoie | Sprint           | 7 janvier 2022    | Jacques Jefferies           | Théo Guiraud Poillot        | Louis Girod                 |
| BNT 3 | Les Contamines-Montjoie | Poursuite        | 8 janvier 2022    | Jacques Jefferies           | Damien Levet                | Théo Guiraud Poillot        |
| BNT 4 | Col de Porte            | Individuel court | 29 janvier 2022   | Valentin Lejeune            | Timothée Grunewald          | Thomas Briffaz              |
| BNT 4 | Col de Porte            | Sprint           | 30 janvier 2022   | Paul Fontaine               | Baptiste Roux               | Léo Raffin                  |
| BNT 5 | Arçon                   | Sprint           | 12 février 2022   | Aubin Gautier Pellissier    | Hugo Rivail                 | Martin Bourgeois République |
| BNT 5 | Arçon                   | Poursuite        | 13 février 2022   | Hugo Rivail                 | Martin Bourgeois République | Baptiste Roux               |
| BNT 6 | Les Saisies             | Sprint           | 12 mars 2022      | Oscar Lombardot             | Louis Girod                 | Jacques Jefferies           |
| BNT 6 | Les Saisies             | Poursuite        | 13 mars 2022      | Oscar Lombardot             | Jacques Jefferies           | Baptiste Roux               |

#### Femmes
| Étape | Lieu                    | Épreuve          | Date              | Vainqueur       | Deuxième           | Troisième          |
| ----- | ----------------------- | ---------------- | ----------------- | --------------- | ------------------ | ------------------ |
| BST 1 | Les Plans d'Hotonnes    | Sprint court     | 18 septembre 2021 | Julia Simon     | Anaïs Bescond      | Anaïs Chevalier    |
| BST 1 | Les Plans d'Hotonnes    | Poursuite        | 19 septembre 2021 | Julia Simon     | Anaïs Chevalier    | Anaïs Bescond      |
| BST 2 | Arçon                   | Sprint           | 16 octobre 2021   | Anaïs Bescond   | Anaïs Chevalier    | Julia Simon        |
| BST 2 | Arçon                   | Poursuite        | 16 octobre 2021   | Anaïs Chevalier | Anaïs Bescond      | Justine Braisaz    |
| BNT 1 | Bessans                 | Individuel court | 4 décembre 2021   | Jeanne Richard  | Océane Michelon    | Camille Coupé      |
| BNT 1 | Bessans                 | Sprint           | 5 décembre 2021   | Camille Coupé   | Thaïs Barthélémy   | Jeanne Richard     |
| BNT 2 | Les Tuffes              | Sprint           | 22 décembre 2021  | Sophie Chauveau | Océane Michelon    | Camille Coupé      |
| BNT 2 | Les Tuffes              | Poursuite        | 23 décembre 2021  | Océane Michelon | Jeanne Richard     | Coralie Langel     |
| BNT 3 | Les Contamines-Montjoie | Individuel court | 6 janvier 2022    | Camille Coupé   | Jeanne Richard     | Maya Cloetens      |
| BNT 3 | Les Contamines-Montjoie | Sprint           | 7 janvier 2022    | Coralie Langel  | Margot Chichignoud | Fany Bertrand      |
| BNT 3 | Les Contamines-Montjoie | Poursuite        | 8 janvier 2022    | Coralie Langel  | Fany Bertrand      | Eve Bouvard        |
| BNT 4 | Col de Porte            | Individuel court | 29 janvier 2022   | Eve Bouvard     | Léonie Jeannier    | Margot Chichignoud |
| BNT 4 | Col de Porte            | Sprint           | 30 janvier 2022   | Jeanne Richard  | Camille Coupé      | Fany Bertrand      |
| BNT 5 | Arçon                   | Sprint           | 12 février 2022   | Maya Cloetens   | Thaïs Barthélémy   | Margot Chichignoud |
| BNT 5 | Arçon                   | Poursuite        | 13 février 2022   | Maya Cloetens   | Léonie Jeannier    | Eve Bouvard        |
| BNT 6 | Les Saisies             | Sprint           | 12 mars 2022      | Jeanne Richard  | Océane Michelon    | Eve Bouvard        |
| BNT 6 | Les Saisies             | Poursuite        | 13 mars 2022      | Jeanne Richard  | Eve Bouvard        | Léonie Jeannier    |